# Félix-Pierre Fruchaud
Pour les articles homonymes, voir Fruchaud.
Félix-Pierre Fruchaud, né à Trémentines le 30 juillet 1811 et mort à Tours le 9 novembre 1874, est un ecclésiastique français qui fut évêque de Limoges puis archevêque de Tours.

## Biographie
Né le 30 juillet 1811 à Trémentines (diocèse d'Angers), Félix Pierre Fruchaud fut ordonné prêtre le 28 octobre 1835. Vicaire général du diocèse d'Angoulême à compter de 1842, il fut nommé évêque de Limoges le 30 juillet 1859, confirmé le 26 septembre, et sacré le 30 novembre suivant par René-François Régnier, archevêque de Cambrai et ancien évêque d'Angoulême, assisté de son successeur au siège charentais, Antoine-Charles Cousseau, et de Guillaume VII Angebault, évêque d'Angers.
Nommé à l'archevêché de Tours le 30 septembre 1871, Félix Fruchaud devait recevoir ses bulles le 27 octobre. Installé le 6 décembre 1871, il s'éteignit à Tours le 9 novembre 1874.
Henri Dénéchau, son neveu, nommé en 1878 évêque de Tulle, est le premier évêque français à conduire un pèlerinage à Jérusalem.

## Armes
D'or à deux branches, l'une de chêne, l'autre de laurier, toutes deux de sinople, posées en sautoir et cantonnées de quatre croisettes d'azur (Limoges) de gueules (Tours).

## Distinction
- Chevalier de la Légion d'honneur (13 août 1858)[2]